# Bundesbad Alte Donau

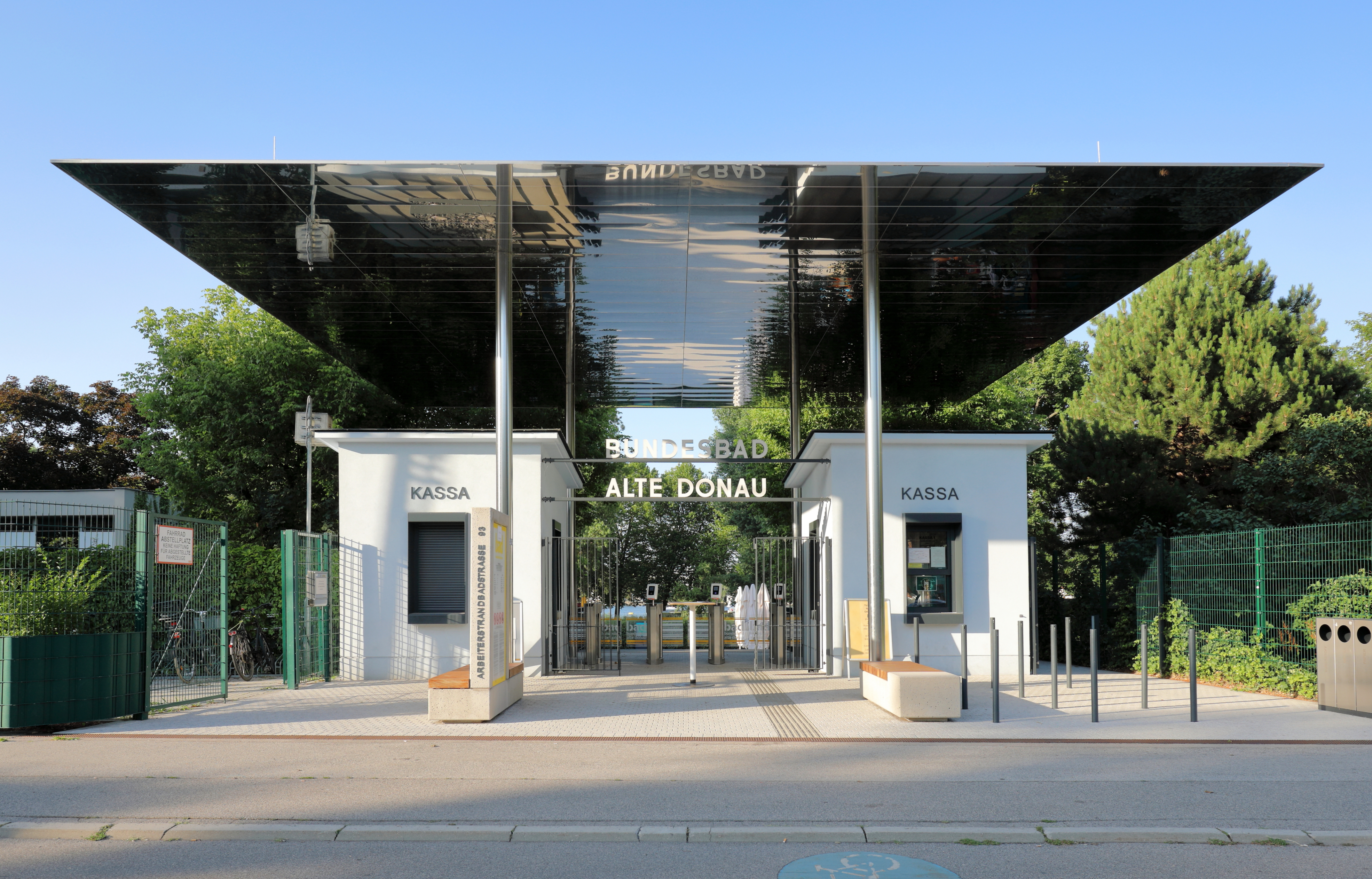
Bundesbad Alte Donau

Das Bundesbad Alte Donau ist ein Sommerbad im 22. Wiener Gemeindebezirk Donaustadt. Es befindet sich am zentrumsseitigen Ufer der Alten Donau nahe dem Donaupark an der Arbeiterstrandbadstraße 93. Das unter Denkmalschutz gestellte Bad ist im Eigentum der Republik und wird von der Burghauptmannschaft verwaltet.
Das Bad wurde am 20. Juni 1919 als Militärschwimmschule eröffnet und erst in den 1950er Jahren der Öffentlichkeit zugänglich gemacht. Es hat eine Gesamtfläche von rund 61.000 m², davon sind etwa 17.500 m² Wasser- und rund 43.500 m² Landfläche. Im Jahr 2011 erfolgte eine Sanierung und dabei wurden unter anderem die beiden Portierhäuschen mit einem Flugdach überdacht.